# Incendie de la prison de Tangerang
L'incendie de la prison de Tangerang est un incendie qui s'est produit dans une prison surpeuplée de la ville de Tangerang, dans la province de Banten, en Indonésie, dans le Grand Jakarta. L'incendie a commencé vers 1 h 45 UTC+07:00 le 8 septembre 2021 (18 h 45 UTC, le 7 septembre) dans le secteur C de la prison de Tangerang, tuant 49 détenus et blessant plus de 70 autres personnes.

## Contexte

### Système pénitentiaire
Le système pénitentiaire indonésien est surpeuplé depuis des années, en partie à cause des lois strictes régissant les stupéfiants et de l'accent mis sur l'incarcération plutôt que sur la réhabilitation de ceux qui les violent,. Le secteur C (Chandiri Nengga), le bloc pénitentiaire touché, détenait des détenus incarcérés pour des délits liés à la drogue. La prison de classe I de Tangerang avait une capacité de 600 personnes, mais détenait plus de 2 000 détenus. Le secteur C avait été construit pour accueillir 38 détenus, mais il en comptait 122 au moment de l'incendie,.

### Prison de Tangerang
La prison de Tangerang, officiellement connue sous le nom d'établissement correctionnel de classe I de Tangerang (indonésien : Lembaga Pemasyarakatan Klas I Tangerang), a été construite en 1972 en remplacement de la prison de Glodok (en), qui avait alors été vendue à une entreprise privée. La prison a été inaugurée le 6 décembre 1982, par le directeur général des prisons. Bien que la prison ait été initialement destinée à incarcérer les criminels en col blanc, une augmentation de la criminalité liée à la drogue en 2008 a incité le gouvernement à transférer les criminels liés à la drogue dans la prison. En 2016, 60 % des détenus de la prison ont été emprisonnés en raison d'affaires liées à la drogue.

## Incendie

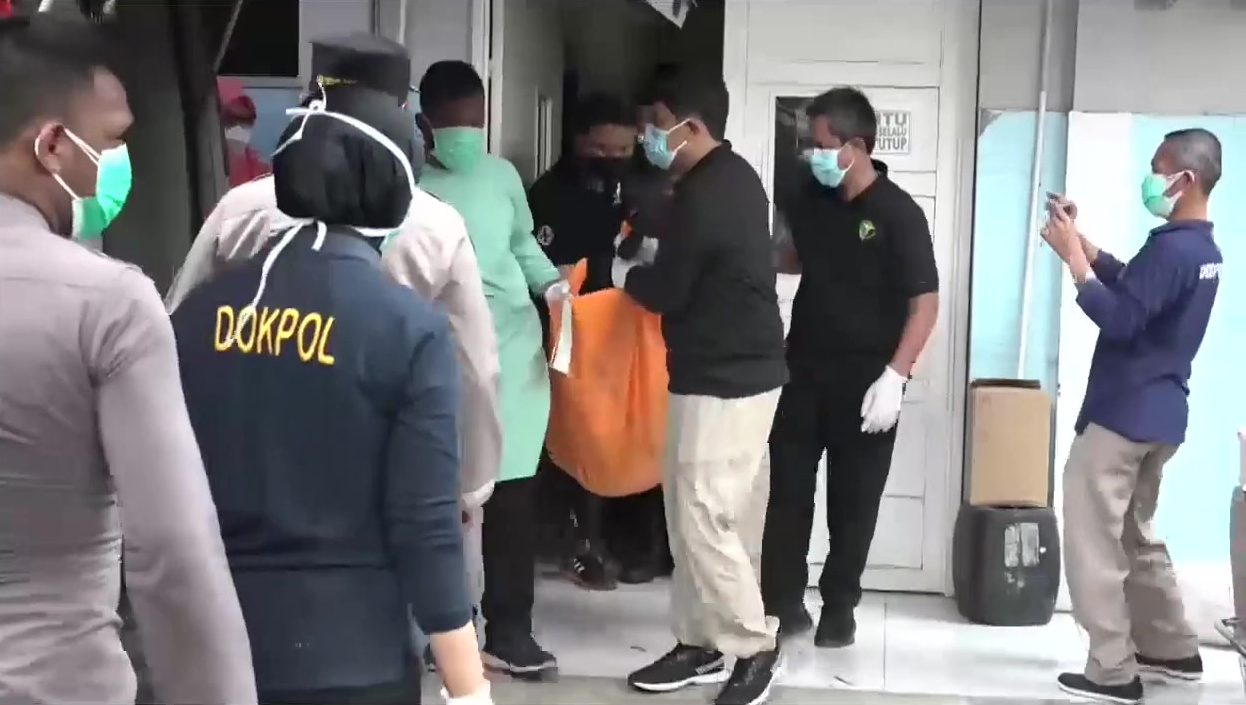
Des policiers transfèrent les corps des victimes dans une ambulance.

L'incendie s'est déclaré à 1 h 45 heure locale, lorsqu'un petit incendie s'est déclaré dans le secteur C2 de la prison. Un employé de la prison, Iyan Sofyan, a entendu des cris à l'intérieur des cellules du secteur. Plusieurs autres gardiens ont tenté d'évacuer tout le secteur, mais n'ont pu évacuer que 20 détenus. Le secteur abritait des détenus pour délits liés à la drogue et avait une capacité de 38 personnes mais au moins trois fois plus de personnes y étaient hébergés d'après une porte-parole du service pénitentiaire du ministère rapportant que 122 personnes étaient hébergées dans un espace pour 38.
Selon les protocoles de la prison, les détenus étaient gardés dans des cellules fermées à clé, mais à mesure que l'incendie se propageait, les employés de la prison n'ont pas réussi à déverrouiller toutes les pièces. Tous les décès sont survenus dans les cellules fermées à clé. Les pompiers ont été alertés de la catastrophe peu de temps après et une trentaine de camions de pompiers ont été déployés. Les camions de pompiers sont arrivés sur les lieux à 2 h, ont maîtrisé l'incendie vers 3 h, et ont finalement éteint les flammes environ deux heures après leur début.
Plusieurs responsables indonésiens sont immédiatement arrivés sur les lieux. Le chef de la police de l'inspecteur général de Jakarta, M. Fadil Imran, est arrivé dans la matinée et a déployé environ 150 policiers, principalement des membres de Brimob, pour sécuriser les périmètres de la prison. Le ministre de la Justice et des Droits humains Yasonna Laoly et le vice-ministre Edward Omar Sharif Hiariej ont suivi peu après vers 10 heures du matin, heure locale.

## Victimes
L'incendie a fait 44 morts parmi les détenus (dont trois sont décédés à l'hôpital un jour après l'incendie), 8 détenus grièvement blessés à cause de brûlures et 73 légèrement blessés. Les victimes blessées ont été amenées à l'hôpital Sitanala et à l'hôpital général de la régence de Tangerang. Les corps des détenus décédés ont été amenés à l'hôpital central de la police pour une enquête plus approfondie.
Immédiatement après l'incendie, 41 détenus ont été tués, huit autres grièvement blessés et 73 légèrement blessés,. Les blessés ont été transportés à l'hôpital de Sitanala et à l'hôpital général de Tangerang Regency. Un jour après l'incendie, trois victimes grièvement blessées sont décédées à l'hôpital, portant le nombre de morts à 44. Le nombre de morts est passé à 46 six jours après l'incendie,. Le nombre de morts est ensuite passé à 49.
La plupart des détenus décédés ont été emprisonnés pour des délits liés à la drogue, tandis qu'un certain nombre d'autres ont été emprisonnés pour terrorisme et meurtre. Deux des détenus décédés étaient des étrangers (l'un originaire d'Afrique du Sud et l'autre du Portugal). Tous les détenus blessés ont été reconnus coupables d'accusations liées à la drogue.

## Enquête
Les premières enquêtes de la police ont indiqué que l'incendie s'est produit en raison d'un court-circuit. Le câblage électrique de la prison n'avait pas été amélioré depuis la construction de la prison en 1972 et il y avait aussi une pénurie d'extincteurs.

## Conséquences

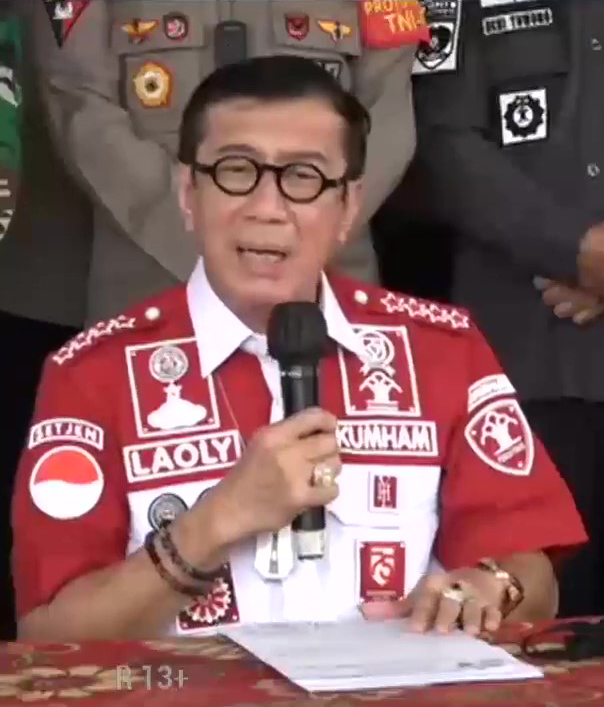
Le ministre de la Justice et des Droits humains Yasonna Laoly tient une conférence de presse environ une heure après son arrivée.

Le membre du Conseil représentatif du peuple Sarifuddin Sudding (en) a exigé la responsabilité de Laoly en ce qui concerne l'incident. En réponse aux demandes, Laoly a formé cinq équipes pour aider à gérer l'incident, chaque équipe étant responsable de l'identification des victimes, des funérailles des victimes, du rétablissement de la famille des victimes, de la coordination de la gestion ou des relations publiques.
Le président indonésien Joko Widodo, via son porte-parole Fadjroel Rachman, a présenté ses condoléances aux victimes et a déclaré qu'il s'attendait à ce que la catastrophe puisse être gérée avec peu de victimes.
À la suite de l'accident, Laoly a annoncé que les proches des victimes seraient indemnisés. Chaque plus proche parent du défunt recevrait 30 millions de roupies (2 120 $). Le maire de Tangerang Arief Rachadiono Wismansyah (en) a annoncé que la ville fournirait une compensation financière aux proches des victimes.